# Marcelo Piñeyro
Marcelo Piñeyro (ur. 5 marca 1953 w Buenos Aires) – argentyński reżyser, scenarzysta i producent filmowy.
Ukończył studia filmowe na uniwersytecie w La Placie. W 1980 z Luisem Puenzo założył firmę producencką Cinemania. W 1985 wspólnie nakręcili (Piñeyro był producentem) dramat Wersja oficjalna. Rozgrywający się w realiach brudnej wojny film zdobył Oscara dla najlepszego dzieła obcojęzycznego.
Jako reżyser debiutował w 1993. Tworzy filmy, w których warstwa psychologiczna odgrywa równie wielką rolę co sensacyjna fabuła. I tak centralną postacią Dzikich koni jest staruszek, który napada na bank, by odzyskać utracone oszczędności całego życia, a bohaterami I rozpadł się raj... są trzej bracia rywalizujący o jedną kobietę. Współpracuje z pisarzem Marcelo Figuerasem. Zrealizowana na podstawie jego powieści Kamczatka - rozgrywająca się tuż po wojskowym zamachu stanu w 1976 – była oficjalnym argentyńskim kandydatem do Oscara.

## Reżyseria
- Tango feroz, la leyenda de Tanguito (1993)
- Dzikie konie (Caballos salvajes 1995)
- I rozpadł się raj... (Cenizas del paraíso 1997)
- Spalona forsa (Plata quemada 2000)
- Historias de Argentina en Vivo (2001, wielu reżyserów)
- Kamczatka (Kamchatka 2002)
- Metoda (El método 2005)